# Fosfoenolpiruvato mutasa
En enzimología, la fosfoenolpiruvato mutasa (EC 5.4.2.9) es una enzima que cataliza la reacción química:
Por lo tanto, esta enzima tiene un sustrato, el fosfoenolpiruvato (PEP) y un producto, el fosfonopiruvato (PnPy), que son isómeros estructurales. En este proceso de equilibrio, la termodinámica favorece al fosfonoenolpiruvato por un factor de al menos 500. Por lo tanto, el fosfonopiruvato tiene que convertirse rápidamente en compuestos metabólicamente útiles, favoreciendo ese desplazamiento mediante reacciones irreversibles. En consecuencia, es un sustrato clave en la biosíntesis de ácido 2-hidroxietilfosfónico, fosfonoacetaldehído, ácido 2-aminoetilfosfónico, fosfonoalanina, ácido fosfonometilmálico y ácido 2-ceto-4-hidroxi-5-fosfonopentanoico. La mayoría de las enzimas involucradas en la producción de estos compuestos han sido aisladas y caracterizadas y revisadas exhaustivamente.
Esta enzima pertenece a la familia de las isomerasas, específicamente las fosfotransferasas (fosfomutasas), que transfieren grupos fosfato dentro de una molécula. El nombre sistemático de esta clase de enzimas es fosfoenolpiruvato 2,3-fosfomutasa. Otros nombres de uso común incluyen PEP fosfomutasa, PepM y PEP fosfomutasa. Esta enzima participa en el metabolismo del aminofosfonato. La fosfoenolpiruvato mutasa fue descubierta en 1988.

## Función biológica
Debido a que la fosfoenolpiruvato mutasa tiene la capacidad inusual de formar un nuevo enlace carbono-fósforo (C-P), es esencial para la síntesis de fosfonatos, como los fosfonolípidos y los antibióticos fosfomicina y bialafos. La formación de este enlace es termodinámicamente desfavorable; a pesar de que la PEP es un compuesto de fosfato de muy alta energía, el equilibrio en la interconversión de PEP-PnPy todavía favorece a la PEP. La enzima fosfonopiruvato descarboxilasa presenta una solución a este problema: cataliza la descarboxilación muy favorable termodinámicamente de PnPy, y el fosfonoacetaldehído resultante se convierte en fosfonatos biológicamente útiles. Esto permite que la reacción del fosfoneolpiruvato sea desplazada a la derecha, debido al principio de Le Chatelier. La descarboxilación elimina el producto rápidamente y, por lo tanto, la reacción avanza, aunque habría mucho más reactivo que el producto si se permitiera al sistema alcanzar el equilibrio por sí mismo.

## Importancia biológica
Salvo alguna contada excepción, todos los fosfonatos conocidos se derivan del fosfoenolpiruvato (PEP) por isomerización a fosfonopiruvato (PnPy) en una reacción catalizada por la enzima PEP mutasa (PepM), lo cual hace que esta enzima sea clave para la gran mayoría de las vías biosintéticas de fosfonato conocidas. Por lo tanto, el gen pepM puede usarse como marcador molecular para examinar la aparición y abundancia de organismos productores de fosfonato. La conservación de la secuencia de PEP mutasa está fuertemente correlacionada con la conservación de otros genes cercanos, lo que sugiere que la diversidad de las vías biosintéticas de fosfonato se puede predecir al examinar la diversidad de PEP mutasa. La biosíntesis de fosfonato es diversa y relativamente común en la naturaleza, lo que sugiere que el papel de las moléculas de fosfonato en la biosfera puede ser más importante de lo que a menudo se reconoce.